# Хоннамі Кендзі
Кендзі Хоннамі (яп. 健治 本並; нар. 23 червня 1964, Осака, Японія) — колишній японський футболіст, що грав на позиції воротаря. Виступав за національну збірну Японії.

## Клубна кар'єра
У дорослому футболі дебютував 1986 року виступами за команду клубу «Гамба Осака», в якій провів десять сезонів. 
З 1997 року три сезони захищав кольори команди клубу «Верді Кавасакі». Граючи у складі «Верді Кавасакі» також здебільшого виходив на поле в основному складі команди.
Завершив професійну ігрову кар'єру у клубі «Токіо Верді», за команду якого виступав протягом 2001 року.

## Виступи за збірну
1994 року дебютував в офіційних матчах у складі національної збірної Японії. Протягом кар'єри у національній команді, яка тривала усього 1 рік, провів у формі головної команди країни 3 матчі.